# Lorenzo Pasqualini
Lorenzo Pasqualini (Ascoli Piceno, 19 agosto 1989) è un calciatore italiano, difensore della Civitanovese.

## Carriera
Ha giocato in Serie B con le maglie di Ascoli e Crotone, per un totale di 66 presenze ed un gol nella serie cadetta.
Il 31 gennaio 2014 viene acquistato a titolo definitivo dalla Salernitana.
Il 30 giugno 2014 termina la sua permanenza in granata. Acquistato dal Parma, nella stessa sessione di mercato passa in prestito al Gorica, nella prima divisione slovena, nella quale gioca in totale 30 partite. A fine stagione torna al Parma per poi rimanere svincolato a causa del fallimento del club emiliano. Dopo alcuni mesi senza squadra, nel gennaio del 2016 firma un contratto con il Savona, squadra di Lega Pro. Prosegue poi la carriera nelle serie minori (mai al di sopra della Serie D) con vari club.

## Palmarès

### Club

#### Competizioni nazionali
- Coppa Italia Lega Pro: 1

Salernitana: 2013-2014

#### Competizioni regionali
- Eccellenza: 1

Civitanovese: 2023-2024